# ATP Tour 2024
ATP Tour 2024 là mùa giải quần vợt chuyên nghiệp nam lần thứ 55, do Hiệp hội Quần vợt Chuyên nghiệp (ATP) tổ chức. ATP Tour 2024 bao gồm 70 giải đấu sau: 4 giải Grand Slam (Liên đoàn Quần vợt Quốc tế giám sát), ATP Finals, 9 giải ATP Tour Masters 1000, United Cup (ATP và WTA tổ chức), 13 giải ATP Tour 500 và 38 giải ATP Tour 250. Ngoài ra, năm 2024 còn có các giải đấu khác như Davis Cup (ITF tổ chức), Thế vận hội Mùa hè, Next Gen ATP Finals (dành cho các tay vợt trẻ) và Laver Cup, tất cả đều không được tính điểm vào Bảng xếp hạng ATP.

## Lịch thi đấu
Đây là lịch thi đấu của các giải trong năm 2024.
| Grand Slam        |
| Summer Olympics   |
| ATP Finals        |
| ATP Masters 1000  |
| ATP 500           |
| ATP 250           |
| Các giải đấu khác |

### Tháng 1
Các giải đấu (trừ một số trận ở vòng loại Davis Cup) đều được tổ chức trên mặt sân cứng.
| Tuần        | Giải đấu                         | Địa điểm                   | Vô địch                           | Tỷ số                   | Á quân                             |
| ----------- | -------------------------------- | -------------------------- | --------------------------------- | ----------------------- | ---------------------------------- |
| 01/01       | United Cup                       | Perth/Sydney, Úc           | Đức                               | 2–1                     | Ba Lan                             |
| 01/01       | Hong Kong Open (ATP 250)         | Hồng Kông, Trung Quốc      | Andrey Rublev ·                   | 6–4, 6–4                | Emil Ruusuvuori                    |
| 01/01       | Hong Kong Open (ATP 250)         | Hồng Kông, Trung Quốc      | Marcelo Arévalo Mate Pavić        | 7–6(7–3), 6–4           | Sander Gillé Joran Vliegen         |
| 01/01       | Brisbane International (ATP 250) | Brisbane, Úc               | Grigor Dimitrov                   | 7–6(7–5), 6–4           | Holger Rune                        |
| 01/01       | Brisbane International (ATP 250) | Brisbane, Úc               | Lloyd Glasspool Jean-Julien Rojer | 7–6(7–3), 5–7, [12–10]  | Kevin Krawietz Tim Pütz            |
| 08/01       | Adelaide International (ATP 250) | Adelaide, Úc               | Jiří Lehečka                      | 4–6, 6–4, 6–3           | Jack Draper                        |
| 08/01       | Adelaide International (ATP 250) | Adelaide, Úc               | Rajeev Ram Joe Salisbury          | 7–5, 5–7, [11–9]        | Rohan Bopanna Matthew Ebden        |
| 08/01       | Auckland Open (ATP 250)          | Auckland, New Zealand      | Alejandro Tabilo                  | 6–2, 7–5                | Taro Daniel                        |
| 08/01       | Auckland Open (ATP 250)          | Auckland, New Zealand      | Wesley Koolhof Nikola Mektić      | 6–3, 6–7(5–7), [10–7]   | Marcel Granollers Horacio Zeballos |
| 15/01 22/01 | Australian Open (Grand Slam)     | Melbourne, Úc              | Jannik Sinner                     | 3–6, 3–6, 6–4, 6–4, 6–3 | Daniil Medvedev                    |
| 15/01 22/01 | Australian Open (Grand Slam)     | Melbourne, Úc              | Rohan Bopanna Matthew Ebden       | 7–6(7–0), 7–5           | Simone Bolelli Andrea Vavassori    |
| 15/01 22/01 | Australian Open (Grand Slam)     | Melbourne, Úc              | Hsieh Su-wei Jan Zieliński        | 6–7(5–7), 6–4, [11–9]   | Desirae Krawczyk Neal Skupski      |
| Tuần        | Giải đấu                         | Địa điểm                   | Đội thắng                         | Tỷ số                   | Đội thua                           |
| 29/01       | Davis Cup (vòng loại)            | Montreal, Canada           | Canada                            | 3–1                     | Hàn Quốc                           |
| 29/01       | Davis Cup (vòng loại)            | Kraljevo, Serbia           | Slovakia                          | 4–0                     | Serbia                             |
| 29/01       | Davis Cup (vòng loại)            | Varaždin, Croatia          | Bỉ                                | 3–1                     | Croatia                            |
| 29/01       | Davis Cup (vòng loại)            | Tatabánya, Hungary         | Đức                               | 3–2                     | Hungary                            |
| 29/01       | Davis Cup (vòng loại)            | Groningen, Hà Lan          | Hà Lan                            | 3–2                     | Thụy Sĩ                            |
| 29/01       | Davis Cup (vòng loại)            | Třinec, Cộng hòa Séc       | Cộng hòa Séc                      | 4–0                     | Israel                             |
| 29/01       | Davis Cup (vòng loại)            | Vilnius, Litva             | Hoa Kỳ                            | 4–0                     | Ukraina                            |
| 29/01       | Davis Cup (vòng loại)            | Turku, Phần Lan            | Phần Lan                          | 3–1                     | Bồ Đào Nha                         |
| 29/01       | Davis Cup (vòng loại)            | Đài Bắc, Đài Bắc Trung Hoa | Pháp                              | 4–0                     | Đài Bắc Trung Hoa                  |
| 29/01       | Davis Cup (vòng loại)            | Rosario, Argentina         | Argentina                         | 3–2                     | Kazakhstan                         |
| 29/01       | Davis Cup (vòng loại)            | Helsingborg, Thụy Điển     | Brasil                            | 3–1                     | Thụy Điển                          |
| 29/01       | Davis Cup (vòng loại)            | Santiago, Chile            | Chile                             | 3–2                     | Perú                               |
| Tuần        | Giải đấu                         | Địa điểm                   | Vô địch                           | Tỷ số                   | Á quân                             |
| 29/01       | Open Sud de France (ATP 250)     | Montpellier, Pháp          | Alexander Bublik                  | 5–7, 6–2, 6–3           | Borna Ćorić                        |
| 29/01       | Open Sud de France (ATP 250)     | Montpellier, Pháp          | Sadio Doumbia Fabien Reboul       | 6–7(5–7), 6–4, [10–6]   | Albano Olivetti Sam Weissborn      |

### Tháng 2
| Tuần  | Giải đấu                             | Địa điểm                | Vô địch                              | Tỷ số                 | Á quân                                 |
| ----- | ------------------------------------ | ----------------------- | ------------------------------------ | --------------------- | -------------------------------------- |
| 05/02 | Dallas Open (ATP 250)                | Dallas, Hoa Kỳ          | Tommy Paul                           | 7–6(7–3), 5–7, 6–3    | Marcos Giron                           |
| 05/02 | Dallas Open (ATP 250)                | Dallas, Hoa Kỳ          | Max Purcell Jordan Thompson          | 6–4, 2–6, [10–8]      | William Blumberg Rinky Hijikata        |
| 05/02 | Open 13 (ATP 250)                    | Marseille, Pháp         | Ugo Humbert                          | 6–4, 6–3              | Grigor Dimitrov                        |
| 05/02 | Open 13 (ATP 250)                    | Marseille, Pháp         | Tomáš Macháč Zhang Zhizhen           | 6–3, 6–4              | Patrik Niklas-Salminen Emil Ruusuvuori |
| 05/02 | Córdoba Open (ATP 250)               | Córdoba, Argentina      | Luciano Darderi                      | 6–1, 6–4              | Facundo Bagnis                         |
| 05/02 | Córdoba Open (ATP 250)               | Córdoba, Argentina      | Máximo González Andrés Molteni       | 6–4, 6–1              | Sadio Doumbia Fabien Reboul            |
| 12/02 | Rotterdam Open (ATP 500)             | Rotterdam, Hà Lan       | Jannik Sinner                        | 7–5, 6–4              | Alex de Minaur                         |
| 12/02 | Rotterdam Open (ATP 500)             | Rotterdam, Hà Lan       | Wesley Koolhof Nikola Mektić         | 6–3, 7–5              | Robin Haase Botic van de Zandschulp    |
| 12/02 | Delray Beach Open (ATP 250)          | Delray Beach, Hoa Kỳ    | Taylor Fritz                         | 6–2, 6–3              | Tommy Paul                             |
| 12/02 | Delray Beach Open (ATP 250)          | Delray Beach, Hoa Kỳ    | Julian Cash Robert Galloway          | 5–7, 7–5, [10–2]      | Santiago González Neal Skupski         |
| 12/02 | Argentina Open (ATP 250)             | Buenos Aires, Argentina | Facundo Díaz Acosta                  | 6–3, 6–4              | Nicolás Jarry                          |
| 12/02 | Argentina Open (ATP 250)             | Buenos Aires, Argentina | Simone Bolelli Andrea Vavassori      | 6–2, 7–6(8–6)         | Horacio Zeballos Marcel Granollers     |
| 19/02 | Rio Open (ATP 500)                   | Rio de Janeiro, Brazil  | Sebastián Báez                       | 6–2, 6–1              | Mariano Navone                         |
| 19/02 | Rio Open (ATP 500)                   | Rio de Janeiro, Brazil  | Nicolás Barrientos Rafael Matos      | 6–4, 6–3              | Alexander Erler Lucas Miedler          |
| 19/02 | Qatar Open (ATP 250)                 | Doha, Qatar             | Karen Khachanov                      | 7–6(14–12), 6–4       | Jakub Menšík                           |
| 19/02 | Qatar Open (ATP 250)                 | Doha, Qatar             | Jamie Murray Michael Venus           | 7–6(7–0), 2–6, [10–8] | Lorenzo Musetti Lorenzo Sonego         |
| 19/02 | Los Cabos Open (ATP 250)             | Los Cabos, Mexico       | Jordan Thompson                      | 6–3, 7–6(7–4)         | Casper Ruud                            |
| 19/02 | Los Cabos Open (ATP 250)             | Los Cabos, Mexico       | Max Purcell Jordan Thompson          | 7–5, 7–6(7–2)         | Gonzalo Escobar Aleksandr Nedovyesov   |
| 26/02 | Dubai Tennis Championships (ATP 500) | Dubai, UAE              | Ugo Humbert                          | 6–4, 6–3              | Alexander Bublik                       |
| 26/02 | Dubai Tennis Championships (ATP 500) | Dubai, UAE              | Tallon Griekspoor Jan-Lennard Struff | 6–4, 4–6, [10–6]      | Ivan Dodig Austin Krajicek             |
| 26/02 | Mexican Open (ATP 500)               | Acapulco, Mexico        | Alex de Minaur                       | 6–4, 6–4              | Casper Ruud                            |
| 26/02 | Mexican Open (ATP 500)               | Acapulco, Mexico        | Hugo Nys Jan Zieliński               | 6–3, 6–2              | Santiago González Neal Skupski         |
| 26/02 | Chile Open (ATP 250)                 | Santiago, Chile         | Sebastián Báez                       | 3–6, 6–0, 6–4         | Alejandro Tabilo                       |
| 26/02 | Chile Open (ATP 250)                 | Santiago, Chile         | Tomás Barrios Vera Alejandro Tabilo  | 6–2, 6–4              | Orlando Luz Matías Soto                |

### Tháng 3
Tất cả đều được tổ chức trên mặt sân cứng ở Hoa Kỳ.
| Tuần        | Giải đấu                             | Địa điểm              | Vô địch                      | Tỷ số                 | Á quân                                 |
| ----------- | ------------------------------------ | --------------------- | ---------------------------- | --------------------- | -------------------------------------- |
| 04/03 11/03 | Indian Wells Open (ATP Masters 1000) | Indian Wells, Hoa Kỳ  | Carlos Alcaraz               | 7–6(7–5), 6–1         | Daniil Medvedev                        |
| 04/03 11/03 | Indian Wells Open (ATP Masters 1000) | Indian Wells, Hoa Kỳ  | Wesley Koolhof Nikola Mektić | 7–6(7–2), 7–6(7–4)    | Marcel Granollers Horacio Zeballos     |
| 04/03 11/03 | Indian Wells Open (ATP Masters 1000) | Indian Wells, Hoa Kỳ  | Storm Hunter Matthew Ebden   | 6–3, 6–3              | Caroline Garcia Édouard Roger-Vasselin |
| 18/03 25/03 | Miami Open (ATP Masters 1000)        | Miami Gardens, Hoa Kỳ | Jannik Sinner                | 6–3, 6–1              | Grigor Dimitrov                        |
| 18/03 25/03 | Miami Open (ATP Masters 1000)        | Miami Gardens, Hoa Kỳ | Rohan Bopanna Matthew Ebden  | 6–7(3–7), 6–3, [10–6] | Ivan Dodig Austin Krajicek             |

### Tháng 4
Các giải đấu từ tháng 4 đến tháng 5 đều diễn ra trên mặt sân đất nện, có thể gọi là "mùa sân đất nện".
| Tuần        | Giải đấu                                              | Địa điểm                    | Vô địch                              | Tỷ số              | Á quân                          |
| ----------- | ----------------------------------------------------- | --------------------------- | ------------------------------------ | ------------------ | ------------------------------- |
| 01/04       | U.S. Men's Clay Court Championships (ATP 250)         | Houston, Hoa Kỳ             | Ben Shelton                          | 7–5, 4–6, 6–3      | Frances Tiafoe                  |
| 01/04       | U.S. Men's Clay Court Championships (ATP 250)         | Houston, Hoa Kỳ             | Max Purcell Jordan Thompson          | 7–5, 6–1           | William Blumberg John Peers     |
| 01/04       | Estoril Open (ATP 250)                                | Cascais, Bồ Đào Nha         | Hubert Hurkacz                       | 6–3, 6–4           | Pedro Martínez                  |
| 01/04       | Estoril Open (ATP 250)                                | Cascais, Bồ Đào Nha         | Gonzalo Escobar Aleksandr Nedovyesov | 7–5, 6–2           | Sadio Doumbia Fabien Reboul     |
| 01/04       | Grand Prix Hassan II (ATP 250)                        | Marrakesh, Maroc            | Matteo Berrettini                    | 7–5, 6–2           | Roberto Carballés Baena         |
| 01/04       | Grand Prix Hassan II (ATP 250)                        | Marrakesh, Maroc            | Harri Heliövaara Henry Patten        | 3–6, 6–4, [10–4]   | Alexander Erler Lucas Miedler   |
| 08/04       | Monte-Carlo Masters (ATP Masters 1000)                | Roquebrune-Cap-Martin, Pháp | Stefanos Tsitsipas                   | 6–1, 6–4           | Casper Ruud                     |
| 08/04       | Monte-Carlo Masters (ATP Masters 1000)                | Roquebrune-Cap-Martin, Pháp | Sander Gillé Joran Vliegen           | 5–7, 6–3, [10–5]   | Marcelo Melo Alexander Zverev   |
| 15/04       | Barcelona Open (ATP 500)                              | Barcelona, Tây Ban Nha      | Casper Ruud                          | 7–5, 6–3           | Stefanos Tsitsipas              |
| 15/04       | Barcelona Open (ATP 500)                              | Barcelona, Tây Ban Nha      | Máximo González Andrés Molteni       | 4–6, 6–4, [11–9]   | Hugo Nys Jan Zieliński          |
| 15/04       | Romanian Open (ATP 250)                               | Bucharest, Romania          | Márton Fucsovics                     | 6–4, 7–5           | Mariano Navone                  |
| 15/04       | Romanian Open (ATP 250)                               | Bucharest, Romania          | Sadio Doumbia Fabien Reboul          | 6–3, 7–5           | Harri Heliövaara Henry Patten   |
| 15/04       | Bavarian International Tennis Championships (ATP 250) | Munich, Đức                 | Jan-Lennard Struff                   | 7–5, 6–3           | Taylor Fritz                    |
| 15/04       | Bavarian International Tennis Championships (ATP 250) | Munich, Đức                 | Yuki Bhambri Albano Olivetti         | 7–6(8–6), 7–6(7–5) | Andreas Mies Jan-Lennard Struff |
| 22/04 29/04 | Madrid Open (ATP Masters 1000)                        | Madrid, Tây Ban Nha         | Andrey Rublev                        | 4–6, 7–5, 7–5      | Félix Auger-Aliassime           |
| 22/04 29/04 | Madrid Open (ATP Masters 1000)                        | Madrid, Tây Ban Nha         | Sebastian Korda Jordan Thompson      | 6–3, 7–6(9–7)      | Ariel Behar Adam Pavlásek       |

### Tháng 5
| Tuần        | Giải đấu                        | Địa điểm        | Vô địch                                | Tỷ số                   | Á quân                            |
| ----------- | ------------------------------- | --------------- | -------------------------------------- | ----------------------- | --------------------------------- |
| 06/05 13/05 | Italian Open (ATP Masters 1000) | Rome, Ý         | Alexander Zverev                       | 6–4, 7–5                | Nicolás Jarry                     |
| 06/05 13/05 | Italian Open (ATP Masters 1000) | Rome, Ý         | Marcel Granollers Horacio Zeballos     | 6–2, 6–2                | Marcelo Arévalo Mate Pavić        |
| 20/05       | Geneva Open (ATP 250)           | Geneva, Thụy Sĩ | Casper Ruud                            | 7–5, 6–3                | Tomáš Macháč                      |
| 20/05       | Geneva Open (ATP 250)           | Geneva, Thụy Sĩ | Marcelo Arévalo Mate Pavić             | 7–6(7–2), 7–5           | Lloyd Glasspool Jean-Julien Rojer |
| 20/05       | Lyon Open (ATP 250)             | Lyon, Pháp      | Giovanni Mpetshi Perricard             | 6–4, 1–6, 7–6(9–7)      | Tomás Martín Etcheverry           |
| 20/05       | Lyon Open (ATP 250)             | Lyon, Pháp      | Harri Heliövaara Henry Patten          | 3–6, 7–6(7–4), [10–8]   | Yuki Bhambri Albano Olivetti      |
| 27/05 03/06 | Roland Garros (Grand Slam)      | Paris, Pháp     | Carlos Alcaraz                         | 6–3, 2–6, 5–7, 6–1, 6–2 | Alexander Zverev                  |
| 27/05 03/06 | Roland Garros (Grand Slam)      | Paris, Pháp     | Marcelo Arévalo Mate Pavić             | 7–5, 6–3                | Simone Bolelli Andrea Vavassori   |
| 27/05 03/06 | Roland Garros (Grand Slam)      | Paris, Pháp     | Laura Siegemund Édouard Roger-Vasselin | 6–4, 7–5                | Desirae Krawczyk Neal Skupski     |

### Tháng 6
| Tuần  | Giải đấu                                     | Địa điểm                   | Vô địch                           | Tỷ số                 | Á quân                         |
| ----- | -------------------------------------------- | -------------------------- | --------------------------------- | --------------------- | ------------------------------ |
| 10/06 | Stuttgart Open (ATP 250)                     | Stuttgart, Đức             | Jack Draper                       | 3–6, 7–6(7–5), 6–4    | Matteo Berrettini              |
| 10/06 | Stuttgart Open (ATP 250)                     | Stuttgart, Đức             | Rafael Matos Marcelo Melo         | 3–6, 6–3, [10–8]      | Julian Cash Robert Galloway    |
| 10/06 | Rosmalen Grass Court Championships (ATP 250) | 's-Hertogenbosch, Hà Lan   | Alex de Minaur                    | 6–2, 6–4              | Sebastian Korda                |
| 10/06 | Rosmalen Grass Court Championships (ATP 250) | 's-Hertogenbosch, Hà Lan   | Nathaniel Lammons Jackson Withrow | 7–6(7–5), 7–6(7–3)    | Wesley Koolhof Nikola Mektić   |
| 17/06 | Halle Open (ATP 500)                         | Halle, Đức                 | Jannik Sinner                     | 7–6(10–8), 7–6(7–2)   | Hubert Hurkacz                 |
| 17/06 | Halle Open (ATP 500)                         | Halle, Đức                 | Simone Bolelli Andrea Vavassori   | 7–6(7–3), 7–6(7–5)    | Kevin Krawietz Tim Pütz        |
| 17/06 | Queen's Club Championships (ATP 500)         | London, Vương quốc Anh     | Tommy Paul                        | 6–1, 7–6(10–8)        | Lorenzo Musetti                |
| 17/06 | Queen's Club Championships (ATP 500)         | London, Vương quốc Anh     | Neal Skupski Michael Venus        | 4–6, 7–6(7–5), [10–8] | Taylor Fritz · Karen Khachanov |
| 24/06 | Mallorca Championships (ATP 250)             | Santa Ponsa, Tây Ban Nha   | Alejandro Tabilo                  | 6–3, 6–4              | Sebastian Ofner                |
| 24/06 | Mallorca Championships (ATP 250)             | Santa Ponsa, Tây Ban Nha   | Julian Cash Robert Galloway       | 6–4, 6–4              | Diego Hidalgo Alejandro Tabilo |
| 24/06 | Eastbourne International (ATP 250)           | Eastbourne, Vương quốc Anh | Taylor Fritz                      | 6–4, 6–3              | Max Purcell                    |
| 24/06 | Eastbourne International (ATP 250)           | Eastbourne, Vương quốc Anh | Neal Skupski Michael Venus        | 4–6, 7–6(7–2), [11–9] | Matthew Ebden John Peers       |

### Tháng 7
| Tuần        | Giải đấu                     | Địa điểm                 | Vô địch                                   | Tỷ số                          | Á quân                               |
| ----------- | ---------------------------- | ------------------------ | ----------------------------------------- | ------------------------------ | ------------------------------------ |
| 01/07 08/07 | Wimbledon (Grand Slam)       | London, Vương quốc Anh   | Carlos Alcaraz                            | 6–2, 6–2, 7–6(7–4)             | Novak Djokovic                       |
| 01/07 08/07 | Wimbledon (Grand Slam)       | London, Vương quốc Anh   | Harri Heliövaara Henry Patten             | 6–7(7–9), 7–6(10–8), 7–6(11–9) | Max Purcell Jordan Thompson          |
| 01/07 08/07 | Wimbledon (Grand Slam)       | London, Vương quốc Anh   | Jan Zielinski Hsieh Su-wei                | 6–4, 6–2                       | Santiago González Giuliana Olmos     |
| 15/07       | Hamburg Open (ATP 500)       | Hamburg, Đức             | Arthur Fils                               | 6–3, 3–6, 7–6(7–1)             | Alexander Zverev                     |
| 15/07       | Hamburg Open (ATP 500)       | Hamburg, Đức             | Kevin Krawietz Tim Pütz                   | 7–6(10–8), 6–2                 | Fabien Reboul Édouard Roger-Vasselin |
| 15/07       | Hall of Fame Open (ATP 250)  | Newport, Hoa Kỳ          | Marcos Giron                              | 6–7(4–7), 6–3, 7–5             | Alex Michelsen                       |
| 15/07       | Hall of Fame Open (ATP 250)  | Newport, Hoa Kỳ          | André Göransson Sem Verbeek               | 6–3, 6–4                       | Robert Cash James Tracy              |
| 15/07       | Swedish Open (ATP 250)       | Båstad, Thụy Điển        | Nuno Borges                               | 6–3, 6–2                       | Rafael Nadal                         |
| 15/07       | Swedish Open (ATP 250)       | Båstad, Thụy Điển        | Orlando Luz Rafael Matos                  | 7–5, 6–4                       | Manuel Guinard Grégoire Jacq         |
| 15/07       | Swiss Open (ATP 250)         | Gstaad, Thụy Sĩ          | Matteo Berrettini                         | 6–3, 6–1                       | Quentin Halys                        |
| 15/07       | Swiss Open (ATP 250)         | Gstaad, Thụy Sĩ          | Yuki Bhambri Albano Olivetti              | 3–6, 6–3, [10–6]               | Ugo Humbert Fabrice Martin           |
| 22/07       | Austrian Open (ATP 250)      | Kitzbühel, Áo            | Matteo Berrettini                         | 7–5, 6–3                       | Hugo Gaston                          |
| 22/07       | Austrian Open (ATP 250)      | Kitzbühel, Áo            | Alexander Erler Andreas Mies              | 6–3, 3–6, [10–6]               | Constantin Frantzen Hendrik Jebens   |
| 22/07       | Croatia Open (ATP 250)       | Umag, Croatia            | Francisco Cerúndolo                       | 2–6, 6–4, 7–6(7–5)             | Lorenzo Musetti                      |
| 22/07       | Croatia Open (ATP 250)       | Umag, Croatia            | Guido Andreozzi Miguel Ángel Reyes-Varela | 6–4, 6–2                       | Manuel Guinard Grégoire Jacq         |
| 22/07       | Atlanta Open (ATP 250)       | Atlanta, Hoa Kỳ          | Yoshihito Nishioka                        | 4–6, 7–6(7–2), 6–2             | Jordan Thompson                      |
| 22/07       | Atlanta Open (ATP 250)       | Atlanta, Hoa Kỳ          | Nathaniel Lammons Jackson Withrow         | 4–6, 6–4, [12–10]              | André Göransson Sem Verbeek          |
| 29/07       | Olympic (Thế vận hội Mùa hè) | Paris, Pháp              | Vàng                                      | Tỷ số                          | Bạc                                  |
| 29/07       | Olympic (Thế vận hội Mùa hè) | Paris, Pháp              | Novak Djokovic                            | 7–6(7–3), 7–6(7–2)             | Carlos Alcaraz                       |
| 29/07       | Olympic (Thế vận hội Mùa hè) | Paris, Pháp              | Matthew Ebden John Peers                  | 6–7(6–8), 7–6(7–1), [10–8]     | Austin Krajicek Rajeev Ram           |
| 29/07       | Olympic (Thế vận hội Mùa hè) | Paris, Pháp              | Kateřina Siniaková Tomáš Macháč           | 6–2, 5–7, [10–8]               | Wang Xinyu Zhang Zhizhen             |
| 29/07       | Giải đấu                     | Địa điểm                 | Vô địch                                   | Tỷ số                          | Á quân                               |
| 29/07       | Washington Open (ATP 500)    | Washington, D.C., Hoa Kỳ | Sebastian Korda                           | 4–6, 6–2, 6–0                  | Flavio Cobolli                       |
| 29/07       | Washington Open (ATP 500)    | Washington, D.C., Hoa Kỳ | Nathaniel Lammons Jackson Withrow         | 7–5, 6–3                       | Rafael Matos Marcelo Melo            |

### Tháng 8
| Tuần        | Giải đấu                           | Địa điểm                   | Vô địch                            | Tỷ số         | Á quân                            |
| ----------- | ---------------------------------- | -------------------------- | ---------------------------------- | ------------- | --------------------------------- |
| 05/08       | Canadian Open (ATP Masters 1000)   | Montreal, Canada           | Alexei Popyrin                     | 6–2, 6–4      | Andrey Rublev                     |
| 05/08       | Canadian Open (ATP Masters 1000)   | Montreal, Canada           | Marcel Granollers Horacio Zeballos | 6–2, 7–6(7–4) | Rajeev Ram Joe Salisbury          |
| 12/08       | Cincinnati Open (ATP Masters 1000) | Mason, Hoa Kỳ              | Jannik Sinner                      | 7–6(7–4), 6–2 | Frances Tiafoe                    |
| 12/08       | Cincinnati Open (ATP Masters 1000) | Mason, Hoa Kỳ              | Marcelo Arévalo Mate Pavić         | 6–2, 6–4      | Mackenzie McDonald Alex Michelsen |
| 19/08       | Winston-Salem Open (ATP 250)       | Winston-Salem, Hoa Kỳ      | Lorenzo Sonego                     | 6–0, 6–3      | Alex Michelsen                    |
| 19/08       | Winston-Salem Open (ATP 250)       | Winston-Salem, Hoa Kỳ      | Nathaniel Lammons Jackson Withrow  | 6–4, 6–3      | Julian Cash Robert Galloway       |
| 26/08 02/09 | US Open (Grand Slam)               | Thành phố New York, Hoa Kỳ | Jannik Sinner                      | 6–3, 6–4, 7–5 | Taylor Fritz                      |
| 26/08 02/09 | US Open (Grand Slam)               | Thành phố New York, Hoa Kỳ | Max Purcell Jordan Thompson        | 6–4, 7–6(7–4) | Kevin Krawietz Tim Pütz           |
| 26/08 02/09 | US Open (Grand Slam)               | Thành phố New York, Hoa Kỳ | Andrea Vavassori Sara Errani       | 7–6(7–0), 7–5 | Taylor Townsend Donald Young      |

### Tháng 9
| Tuần        | Giải đấu                            | Địa điểm                   | Nhất bảng                                    | Nhất bảng               | Nhì bảng                           |
| ----------- | ----------------------------------- | -------------------------- | -------------------------------------------- | ----------------------- | ---------------------------------- |
| 09/09       | Vòng bảng Davis Cup                 | Bologna, Ý                 | Ý ·                                          | Ý ·                     | Hà Lan ·                           |
| 09/09       | Vòng bảng Davis Cup                 | Valencia, Tây Ban Nha      | Tây Ban Nha                                  | Tây Ban Nha             | Úc                                 |
| 09/09       | Vòng bảng Davis Cup                 | Châu Hải, Trung Quốc       | Hoa Kỳ                                       | Hoa Kỳ                  | Đức                                |
| 09/09       | Vòng bảng Davis Cup                 | Manchester, Vương quốc Anh | Canada                                       | Canada                  | Argentina                          |
| Tuần        | Giải đấu                            | Địa điểm                   | Vô địch                                      | Tỷ số                   | Á quân                             |
| 16/09       | Laver Cup                           | Berlin, Đức                | Châu Âu                                      | 13–11                   | Thế giới                           |
| 16/09       | Chengdu Open (ATP 250)              | Thành Đô, Trung Quốc       | Shang Juncheng                               | 7–6(7–4), 6–1           | Lorenzo Musetti                    |
| 16/09       | Chengdu Open (ATP 250)              | Thành Đô, Trung Quốc       | Sadio Doumbia Fabien Reboul                  | 6–4, 4–6, [10–4]        | Yuki Bhambri Albano Olivetti       |
| 16/09       | Hangzhou Open (ATP 250)             | Hàng Châu, Trung Quốc      | Marin Čilić                                  | 7–6(7–5), 7–6(7–5)      | Zhang Zhizhen                      |
| 16/09       | Hangzhou Open (ATP 250)             | Hàng Châu, Trung Quốc      | Jeevan Nedunchezhiyan Vijay Sundar Prashanth | 4–6, 7–6(7–5), [10–7]   | Constantin Frantzen Hendrik Jebens |
| 23/09       | China Open (ATP 500)                | Bắc Kinh, China            | Carlos Alcaraz                               | 6–7(6–8), 6–4, 7–6(7–3) | Jannik Sinner                      |
| 23/09       | China Open (ATP 500)                | Bắc Kinh, China            | Simone Bolelli Andrea Vavassori              | 4–6, 6–3, [10–5]        | Harri Heliövaara Henry Patten      |
| 23/09       | Japan Open (ATP 500)                | Tokyo, Nhật Bản            | Arthur Fils                                  | 5–7, 7–6(8–6), 6–3      | Ugo Humbert                        |
| 23/09       | Japan Open (ATP 500)                | Tokyo, Nhật Bản            | Julian Cash Lloyd Glasspool                  | 6–4, 4–6, [12–10]       | Ariel Behar Robert Galloway        |
| 30/09 07/10 | Shanghai Masters (ATP Masters 1000) | Thượng Hải, Trung Quốc     | Jannik Sinner                                | 7–6(7–4), 6–3           | Novak Djokovic                     |
| 30/09 07/10 | Shanghai Masters (ATP Masters 1000) | Thượng Hải, Trung Quốc     | Wesley Koolhof Nikola Mektić                 | 6–4, 6–4                | Máximo González Andrés Molteni     |

### Tháng 10
| Tuần   | Giải đấu                         | Địa điểm             | Vô địch                                 | Tỷ số                  | Á quân                               |
| ------ | -------------------------------- | -------------------- | --------------------------------------- | ---------------------- | ------------------------------------ |
| 14 Oct | Almaty Open (ATP 250)            | Almaty, Kazakhstan   | Karen Khachanov                         | 6–2, 5–7, 6–3          | Gabriel Diallo                       |
| 14 Oct | Almaty Open (ATP 250)            | Almaty, Kazakhstan   | Rithvik Choudary Bollipalli Arjun Kadhe | 3–6, 7–6(7–3), [14–12] | Nicolás Barrientos Skander Mansouri  |
| 14 Oct | European Open (ATP 250)          | Antwerp, Bỉ          | Roberto Bautista Agut                   | 7–5, 6–1               | Jiří Lehečka                         |
| 14 Oct | European Open (ATP 250)          | Antwerp, Bỉ          | Alexander Erler Lucas Miedler           | 6–4, 1–6, [10–8]       | Robert Galloway Aleksandr Nedovyesov |
| 14 Oct | Stockholm Open (ATP 250)         | Stockholm, Thụy Điển | Tommy Paul                              | 6–4, 6–3               | Grigor Dimitrov                      |
| 14 Oct | Stockholm Open (ATP 250)         | Stockholm, Thụy Điển | Harri Heliövaara Henry Patten           | 7–5, 6–3               | Petr Nouza Patrik Rikl               |
| 21/10  | Swiss Indoors (ATP 500)          | Basel, Thụy Sĩ       | Giovanni Mpetshi Perricard              | 6–4, 7–6(7–4)          | Ben Shelton                          |
| 21/10  | Swiss Indoors (ATP 500)          | Basel, Thụy Sĩ       | Jamie Murray John Peers                 | 6–3, 7–5               | Wesley Koolhof Nikola Mektić         |
| 21/10  | Vienna Open (ATP 500)            | Vienna, Áo           | Jack Draper                             | 6–4, 7–5               | Karen Khachanov                      |
| 21/10  | Vienna Open (ATP 500)            | Vienna, Áo           | Alexander Erler Lucas Miedler           | 4–6, 6–3, [10–1]       | Neal Skupski Michael Venus           |
| 28/10  | Paris Masters (ATP Masters 1000) | Paris, Pháp          | Alexander Zverev                        | 6–2, 6–2               | Ugo Humbert                          |
| 28/10  | Paris Masters (ATP Masters 1000) | Paris, Pháp          | Wesley Koolhof Nikola Mektić            | 3–6, 6–3, [10–5]       | Lloyd Glasspool Adam Pavlásek        |

### Tháng 11
| Tuần  | Giải đấu                | Địa điểm            | Vô địch                    | Tỷ số                 | Á quân                                |
| ----- | ----------------------- | ------------------- | -------------------------- | --------------------- | ------------------------------------- |
| 04/11 | Belgrade Open (ATP 250) | Belgrade, Serbia    | Denis Shapovalov           | 6–4, 6–4              | Hamad Medjedovic                      |
| 04/11 | Belgrade Open (ATP 250) | Belgrade, Serbia    | Jamie Murray John Peers    | 3–6, 7–6(7–5), [11–9] | Ivan Dodig Skander Mansouri           |
| 04/11 | Moselle Open (ATP 250)  | Metz, Pháp          | Benjamin Bonzi             | 7–6(8–6), 6–4         | Cameron Norrie                        |
| 04/11 | Moselle Open (ATP 250)  | Metz, Pháp          | Sander Arends Luke Johnson | 6–4, 3–6, [10–3]      | Pierre-Hugues Herbert Albano Olivetti |
| 11/11 | ATP Finals              | Turin, Italy        | Jannik Sinner              | 6–4, 6–4              | Taylor Fritz                          |
| 11/11 | ATP Finals              | Turin, Italy        | Kevin Krawietz Tim Pütz    | 7–6(7–5), 7–6(8–6)    | Marcelo Arévalo Mate Pavić            |
| 18/11 | Chung kết Davis Cup     | Málaga, Tây Ban Nha | Ý                          | 2–0                   | Hà Lan                                |

### Tháng 12
| Tuần  | Giải đấu                                         | Địa điểm            | Vô địch      | Tỷ số                    | Á quân       |
| ----- | ------------------------------------------------ | ------------------- | ------------ | ------------------------ | ------------ |
| 16/12 | Next Gen ATP Finals (Next Generation ATP Finals) | Jeddah, Ả Rập Saudi | João Fonseca | 2–4, 4–3(10–8), 4–0, 4–2 | Learner Tien |

### Giải đấu bị hủy
| Tuần  | Giải đấu             | Địa điểm           | Lý do                                     |
| ----- | -------------------- | ------------------ | ----------------------------------------- |
| 04/11 | Gijón Open (ATP 250) | Gijón, Tây Ban Nha | Chuyển sang thi đấu tại Belgrade (Serbia) |

## Phân bố điểm thưởng
Điểm thưởng tại các giải đấu được phân bố như sau:
| Sự kiện                   | Vô địch               | Á quân                        | Bán kết                       | Tứ kết                                                                                            | R16                                                                                               | R32                                                                                               | R64                                                                                               | R128                                                                                              | Q                                                                                                 | Q3                                                                                                | Q2                                                                                                | Q1                                                                                                |
| Grand Slam (128S)         | 2000                  | 1300                          | 800                           | 400                                                                                               | 200                                                                                               | 100                                                                                               | 50                                                                                                | 10                                                                                                | 30                                                                                                | 16                                                                                                | 8                                                                                                 | 0                                                                                                 |
| Grand Slam (64D)          | 2000                  | 1200                          | 720                           | 360                                                                                               | 180                                                                                               | 90                                                                                                | 0                                                                                                 | –                                                                                                 | 25                                                                                                | –                                                                                                 | 0                                                                                                 | 0                                                                                                 |
| ATP Finals (8S/8D)        | 1500 (max) 1100 (min) | 1000 (max) 600 (min)          | 600 (max) 200 (min)           | 200 cho mỗi trận thắng ở vòng bảng (tối đa 600), +400 nếu lọt vào trận chung kết +500 nếu vô địch | 200 cho mỗi trận thắng ở vòng bảng (tối đa 600), +400 nếu lọt vào trận chung kết +500 nếu vô địch | 200 cho mỗi trận thắng ở vòng bảng (tối đa 600), +400 nếu lọt vào trận chung kết +500 nếu vô địch | 200 cho mỗi trận thắng ở vòng bảng (tối đa 600), +400 nếu lọt vào trận chung kết +500 nếu vô địch | 200 cho mỗi trận thắng ở vòng bảng (tối đa 600), +400 nếu lọt vào trận chung kết +500 nếu vô địch | 200 cho mỗi trận thắng ở vòng bảng (tối đa 600), +400 nếu lọt vào trận chung kết +500 nếu vô địch | 200 cho mỗi trận thắng ở vòng bảng (tối đa 600), +400 nếu lọt vào trận chung kết +500 nếu vô địch | 200 cho mỗi trận thắng ở vòng bảng (tối đa 600), +400 nếu lọt vào trận chung kết +500 nếu vô địch | 200 cho mỗi trận thắng ở vòng bảng (tối đa 600), +400 nếu lọt vào trận chung kết +500 nếu vô địch |
| ATP Masters 1000 (96S)    | 1000                  | 650                           | 400                           | 200                                                                                               | 100                                                                                               | 50                                                                                                | 30                                                                                                | 10                                                                                                | 20                                                                                                | –                                                                                                 | 10                                                                                                | 0                                                                                                 |
| ATP Masters 1000 (56S)    | 1000                  | 650                           | 400                           | 200                                                                                               | 100                                                                                               | 50                                                                                                | 10                                                                                                | –                                                                                                 | 30                                                                                                | –                                                                                                 | 16                                                                                                | 0                                                                                                 |
| ATP Masters 1000 (32/28D) | 1000                  | 600                           | 360                           | 180                                                                                               | 90                                                                                                | 0                                                                                                 | –                                                                                                 | –                                                                                                 | –                                                                                                 | –                                                                                                 | –                                                                                                 | –                                                                                                 |
| ATP 500 (48S)             | 500                   | 330                           | 200                           | 100                                                                                               | 50                                                                                                | 25                                                                                                | 0                                                                                                 | –                                                                                                 | 16                                                                                                | –                                                                                                 | 8                                                                                                 | 0                                                                                                 |
| ATP 500 (32S)             | 500                   | 330                           | 200                           | 100                                                                                               | 50                                                                                                | 0                                                                                                 | –                                                                                                 | –                                                                                                 | 25                                                                                                | –                                                                                                 | 13                                                                                                | 0                                                                                                 |
| ATP 500 (16D)             | 500                   | 300                           | 180                           | 90                                                                                                | 0                                                                                                 | –                                                                                                 | –                                                                                                 | –                                                                                                 | 45                                                                                                | –                                                                                                 | 25                                                                                                | 0                                                                                                 |
| ATP 250 (48S)             | 250                   | 165                           | 100                           | 50                                                                                                | 25                                                                                                | 13                                                                                                | 0                                                                                                 | –                                                                                                 | 8                                                                                                 | –                                                                                                 | 4                                                                                                 | 0                                                                                                 |
| ATP 250 (32S/28S)         | 250                   | 165                           | 100                           | 50                                                                                                | 25                                                                                                | 0                                                                                                 | –                                                                                                 | –                                                                                                 | 13                                                                                                | –                                                                                                 | 7                                                                                                 | 0                                                                                                 |
| ATP 250 (16D)             | 250                   | 150                           | 90                            | 45                                                                                                | 0                                                                                                 | –                                                                                                 | –                                                                                                 | –                                                                                                 | –                                                                                                 | –                                                                                                 | –                                                                                                 | –                                                                                                 |
| United Cup                | 500 (max)             | Chi tiết, xem United Cup 2024 | Chi tiết, xem United Cup 2024 | Chi tiết, xem United Cup 2024                                                                     | Chi tiết, xem United Cup 2024                                                                     | Chi tiết, xem United Cup 2024                                                                     | Chi tiết, xem United Cup 2024                                                                     | Chi tiết, xem United Cup 2024                                                                     | Chi tiết, xem United Cup 2024                                                                     | Chi tiết, xem United Cup 2024                                                                     | Chi tiết, xem United Cup 2024                                                                     | Chi tiết, xem United Cup 2024                                                                     |

## 10 tay vợt giành được nhiều tiền thưởng nhất ATP Tour 2024
Trong mùa giải năm nay, Jannik Sinner trở thành tay vợt kiếm tiền nhiều nhất ATP Tour 2024. Với 8 danh hiệu, trong đó có Úc Mở rộng (Australian Open) và Mỹ Mở rộng (US Open), cùng danh hiệu ATP Finals và chiến thắng lịch sử ở Davis Cup, Sinner đã khép lại một năm rực rỡ với số tiền thưởng lên tới 19,735 triệu USD.
Dưới đây là danh sách 10 tay vợt giành được nhiều tiền thưởng nhất ATP Tour 2024.
| Hạng | Tay vợt            | Thu nhập (USD) |
| ---- | ------------------ | -------------- |
| 1    | Jannik Sinner      | 19.735.000     |
| 2    | Alexander Zverev   | 11.501.000     |
| 3    | Carlos Alcaraz     | 10.358.000     |
| 4    | Taylor Fritz       | 8.250.000      |
| 5    | Daniil Medvedev    | 6.519.660      |
| 6    | Casper Ruud        | 5.744.000      |
| 7    | Andrey Rublev      | 5.589.800      |
| 8    | Novak Djokovic     | 4.421.900      |
| 9    | Alex de Minaur     | 4.352.000      |
| 10   | Stefanos Tsitsipas | 4.293.000      |

## Giải nghệ
Dưới đây là danh sách các tay vợt tuyên bố giải nghệ trong mùa giải ATP Tour 2024. Các tay vợt được liệt kê phải đáp ứng ít nhất một trong các tiêu chí sau:
- Vô địch ít nhất một giải đấu.
- Nằm trong top 100 trên Bảng xếp hạng ATP ít nhất một tuần (đơn hoặc đôi).

| Tay vợt              | Năm thi đấu chuyên nghiệp | Thứ hạng cao nhất | Thứ hạng cao nhất | Số danh hiệu | Số danh hiệu | Xem thêm |
| Tay vợt              | Năm thi đấu chuyên nghiệp | Đơn               | Đôi               | Đơn          | Đôi          | Xem thêm |
| -------------------- | ------------------------- | ----------------- | ----------------- | ------------ | ------------ | -------- |
| Attila Balázs        | 2006                      | 76                |                   |              |              |          |
| Dustin Brown         | 2002                      | 64                | 43                |              | 2            |          |
| Nikola Ćaćić         | 2007                      |                   | 35                |              | 3            |          |
| Pablo Cuevas         | 2004                      | 19                | 14                |              |              |          |
| Thiemo de Bakker     | 2006                      | 40                |                   |              |              |          |
| Federico Delbonis    | 2007                      | 33                |                   | 2            | 2            |          |
| Andrey Golubev       | 2005                      | 33                | 21                | 1            | 1            |          |
| Prajnesh Gunneswaran | 2010                      | 75                |                   |              |              |          |
| Ryan Harrison        | 2007                      | 40                | 16                | 1            | 4            |          |
| Tatsuma Ito          | 2006                      | 60                |                   |              |              |          |
| Roman Jebavý         | 2009                      |                   | 43                |              | 4            |          |
| Steve Johnson        | 2012                      | 21                | 39                | 4            | 2            |          |
| Ivo Karlović         | 2000                      | 14                | 44                | 8            | 2            |          |
| Wesley Koolhof       | 2008                      |                   | 1                 |              | 19           |          |
| Filip Krajinović     | 2008                      | 26                |                   |              |              |          |
| Ben McLachlan        | 2014                      |                   | 18                |              | 7            |          |
| John Millman         | 2006                      | 33                |                   | 1            |              |          |
| Andy Murray          | 2005                      | 1                 | 51                | 46           | 3            |          |
| Rafael Nadal         | 2001                      | 1                 | 26                | 92           | 11           |          |
| Philipp Oswald       | 2005                      |                   | 31                |              | 11           |          |
| Aisam-ul-Haq Qureshi | 1997                      |                   | 8                 |              | 18           |          |
| Lukáš Rosol          | 2004                      | 26                | 37                | 2            | 3            |          |
| Artem Sitak          | 2001                      |                   | 32                |              | 5            |          |
| João Sousa           | 2008                      | 28                | 26                | 4            |              |          |
| Dominic Thiem        | 2011                      | 3                 | 67                | 17           |              |          |
| Donald Young         | 2004                      | 38                | 43                |              |              |          |
| Igor Zelenay         | 2002                      |                   | 50                |              | 1            |          |